# Искра Шукарова
Искра Шукарова (Скопље, 21.октобар 1972.) je професорка, кореографкиња и играчица уметничке игре из Северне Македоније.

## Биографија

### Образовање и Каријера
Основно и опште средње образовање Искра Шукарова завршила је у Скопљу у „МБУЦ Илија Николовски-Луј”, у класи професорке Ђурђице Јовановске 1991. године. Током школовања учествовала је на бројним домаћим и међународним балетским такмичењима на којима је освајала награде. Добитник је Сребрне плакете на последњем Југословенском балетском такмичењу у Новом Саду, које је одржано 1991. године. Дипломирала је 2000. године на Универзитет „Свети Ћирило и Методије“, на Филозофском факултету, Одсек за историју уметности са археологијом са тезом Плесни перформанси у савременој ликовној уметности.
Гдине 1992. Специјализовала се на Националном конзерваторијуму у Лиону (Француска), на одсеку за технике савремене игре. У септембру 2001. као стипендиста Британског савета уписала је постдипломске студије плеса у Лондону, где је магистрирала октобра 2002. године одбрањеном магистарском тезом The Dancing Body in Relation to Geometry in Space.

### Професионални ангажман
Шукарова наступа од септембра 1991. као професионални балетски играч у Балету Народног позоришта у Скопљу (данас Македонска опера и балет), од 1991. до 2010. као истакнути солиста. Истакнути је солиста са 30 одиграних солистичких улога у оквиру редовног репертоара МОБ-а.
Од 2002. до 2004. године био је на позицији уметничког директора Балета при Македонској Оперу и Балету у Скопљу. Оснивач је и уметнички директор Плесног студија у Локомотиви (Центар за нове иницијативе у уметности и култури у Скопљу). Члан је међународне асоцијације ЦИД – УНЕСКО од јануара 2002. године. Учествује као члан више међународних жирија на фестивалима игре: VII Фестивал кореографских минијатура, мај 2003. Београд (Србија) и на "Music World 2004" - септембар 2004, Фифизино (Италија).

### Остварене улоге у Македонској опери и балету
1. Иштар Гилгамеш
2. Мирта, Вилисе (Жизела)
3. Улична играчица, (Дон Кихот)
4. Гулнар (Корсар)
5. Краљица (Снежана и седам патуљака)
6. Мазурка (Шопинијана)
7. Кловн (Пинк Флојд)
8. Црвена жена, Богиње (Песме љубави и смрти)
9. Нурије (Ташула)
10. Три лабуда (Лабудово језеро)
11. Невесте (Лабудово језеро)
12. Три жене Гиреја (жене из харема) (Фонтана Бахчисарајска)
13. Варијација (1. и 2. варијација) (Бајадера)
14. Нимфе (Валпургијска ноћ у опери Фауст)
15. Плесачи (Плес кадета)
16. Копелија (Копелија)
17. Госпа Капулети (Ромео и Јулија)
18. Пицикато Полка (Штраусијада)
19. Индијска игра (Крцко Орашчић)
20. Гудула (Есмералда)
21. Одалиска (Шехерезада)
22. Смрт (Кармен)

### Уметничка делатност као кореографа
На позоришним сценама реализовала је 16 кореографија савремене игре и исто толико кореографијаа за позоришне представе и филм. Са својим креографијама гостовала је на домаћој и интернационалним сценама у више земаља (Аустрија, Велика Британија, Бугарска, Словенија, Хрватска, Француска, Финска, Грчка, Немачка, Румунија, САД, Италија, Ирска, Шпанија, Шведска).
Кореографски радови:
- Пастеле (1994). Музика: Енигма и Мајк Олдфилд. МНТ - Скопље;
- Инферно (1995). Музика: Алфред Шнитке. скопско лето. МНТ - Скопље;
- Четири годишња доба (1996). Музика: Антонио Вивалди. МНТ - Скопље;
- Бескрајно путовање (1997). Музика: Анастасија. МНТ - Скопље;
- Четири слике у покрету (2000). Музика: барокна и електронска. МНТ и Скопско лето – копродукција;
- КУБ-2 (2001). Музика: Д. Јовановић и Д. Спасовић. МОТ 2001, (МКЦ) Скопље;
- Играј ме (2002). Рад у току. ДЈ: С. Јанићијевић, МКЦ - Скопље;
- Off at the Tangent(2002). Позориште Бонние Бирд, Лабан центар - Лондон. Музика: Доријан Јовановић, Никола Коџобашија;
- Паралеле (2003). Музика: Сони Петровски, МНТ - Скопље, (у оквиру Скопског лета);
- Ouch-Couch 2005). Музика и избор музике: Дарија Андовска; Цифте Амам - Скопље (у оквиру 29 дана македонске музике);
- Јастуница (2005). Музика: Младен Марковић; Мала станица - Скопље;
- Формула (2006). Музика: Барок;
- Индиго квартет и Црвени Лабад (2008). Вече савремених балета у кореографији Искре Шукарове; МОБ - Скопље;
- Сфинга (2010). Музика: Алек Пејовски.

## Сценски покрети и кореографије за позоришне представе
- М.М.Е. ко је први почео, (1997), Режија: Александар Поповски. (текст: Дејан Дуковски), Позоришни центар – Скопље. Музика: Ристо Вртев;
- Словенски ковчег, (1998), Режија: Димитар Станковски. (текст: Венко Андоновски), Драмско позориште – Скопље. Музика: Венко Серафимов;
- Бетман, (1999), Режија: Кристијан Ристевски. Музика: Никола Кодјобашија, МНТ - Центар;
- Кандид у Земљи чуда, (2000), Режија: Сашо Миленковски. (текст: Венко Андоновски). Музика: Венко Серафимов, Драмско позориште – Скопље;
- Бакхи, (2001), Режија: Сашо Миленковски. (текст: Еурипид и Горан Стефановски). Музика: Фолтин, Народно позориште - Битољ (Охридско лето 2001);
- Балкан није мртав, (2001), Режија: Александар Поповски. (текст: Дејан Дуковски), Музика: Кирил Џајковски, МНТ - Скопље (МОТ 2001);
- Војцек, (2002), Режија: Бора Драшковић. (текст: Г. Бихнер), Музика: Венко Серафимов, Драмско позориште – Скопље;
- Пад невиности, (2002), Режија: Дејан Пројковски. (текст: Василиј Сигарев), Музика: Зоран Спасовски, Драмско позориште – Скопље;
- Антигона, (2003), Режија: Никита Милићевић. Музика: Оливер Јосифовски и Александар Секуловски, Народно позориште – Битољ (Охридско лето 2003);
- Три сестре, (2004), Режија: Димитар Станковски, Музика: Венко Серафимов;
- Дом Бернарде Албе, (2004), Режија: Горчин Стојановић, Музика: избор Горчина Стојановића, Драмско позориште - Скопље (Охридско лето 2004);
- Краљ Едип, (2004), Режија: Љупчо Ђорђевски, Музика: Горан Трајковски, Позориште народности – Турска драма, Скопље;
- Војчек, (2008), Режија: Кустрим Бектеши. (текст: Г. Бихнер), Музика: Марјан Нечак, Позориште народности – Албанска драма, Скопље;
- Маркиза, (2009), Режија: Звезда Ангеловска, Драмско позориште – Скопље;

### Кореографије за филм
- Охридска легенда, (2008) - музика: Стеван Христић, кореографија за филм представљен на 40. БЕМУС-у, Сава центар, 2008.

За ову кореографију Искра Шукарова освојила је и награду БЕМУС-а за филмску кореографију.

## Педагошка делатност:
Године 1994. Искра Шукарова увела је и предавала часове савременог балета у МБУЦ „Илија Николовски-Луј“ у Скопљу. Један је од главних координатора и ментора у регионалном образовном пројекту за савремени плес Nomad Dance Academy (2003), а сарадник у неколико регионалних едукативних проеката и плесних мрежа за савремени плес: ITI Macedonian Сenter, GPS Global Practice Sharing... Од 2006. до 2010. одржава радионице у Софији, Београду и Сарајеву. Била је ангажована као педагог-ментор и организатор Вечери младих кореографа 2007, а наредне године гостовала је као учитељица савременог плеса у Сан Дијегу (Калифорнија).
Од 2010. Искра Шукарова је вандредни, а од 2020. редовни професор на катедри за педагогију и плес на Факултету за Музичке уметности Универзитета “Св Кирил и Методиј“ у Скопљу.

## Награде
Добитник је на неколико међународних награда за савремени плес и члан је жирија на неколико интернационалних фестивала за плес.
- Трећа награда на 1. Савезном такмичењу балетских школа Југославије – Земун, 1989.
- Златна плакета Југословенских берзи, Ваљево, 1989.
- Сребрна плакета - Нови Сад, 1990.
- Диплома за освојену 1. награду у ИИ категорији - Скопље, 1990. год.
- Трећа награда на 19. конкурсу – Београд, 1990.
- Похвала Балетске школе - Лујо Давичо, 1991.
- Похвала за учешће на фестивалу за кореографе, КОЧИ НОГУ - Загреб (Хрватска), 2003.
- Прва награда у категорији за савремени плес – жене – Фифизано (Италија), 2003.[2]